# Bergvliet
Bergvliet (ruisseau de montagne en afrikaans) est une banlieue du sud-est de la ville du Cap en Afrique du Sud. Bergvliet est bordée par les faubourgs de Retreat, Meadowridge, Kreupelbosch, Tokai, et Heathfield.

## Localisation
Bergvliet se situe entre Main Road à l'est(la M4) et Simon van der Stel Road (la M3) à l'ouest 

## Démographie
Bergvliet compte 4 428 résidents (selon le recensement de 2011), principalement issu de la communauté blanche (86,27 %). Les coloureds représentent 6,19 % des habitants tandis que les noirs, population majoritaire dans le pays, représentent 5,01 % des résidents.
Les habitants sont à 91,51 % de langue maternelle anglaise, à 5,87 % de langue maternelle afrikaans et à 0,52 % de langue maternelle xhosa.

## Histoire
Bergvliet était autrefois une grande ferme d'architecture hollandaise appartenant à Simon van der Stel. Elle est située de nos jours dans l'ouest de cette banlieue résidentielle du Cap.

## Politique
Depuis la refondation de la municipalité du Cap en 2000, Bergvliet est située dans le 20e arrondissement et dans la circonscription municipale n° 71 (Kirstenhof - Tokai - Steenberg - Retreat - Cape Farms District H au sud-est de Hout Bay et sud-ouest de Constantia, ouest de Tokai/Muizenberg, nord-ouest de St. James - Lakeside - Heathfield - Bergvliet) dont le conseiller municipal est Penelope East.